# 松平直方 (母里藩主)
松平 直方（まつだいら なおかた）は、出雲母里藩の第7代藩主。母里松平家7代。

## 略伝
安永8年（1779年）11月6日、播磨明石藩主・松平直泰の九男として生まれる。寛政8年（1796年）に実兄で母里藩の第6代藩主である直暠が死去すると、兄の養女（先々代松平直行の娘）と結婚して婿養子となった上で家督を相続した。
文化14年（1817年）3月25日、家督を長男・直興に譲って隠居し、看雲と号した。天保13年（1842年）7月21日に死去した。享年64。